# Eccellenza Toscana 2016-2017
Il campionato italiano di calcio di Eccellenza regionale 2016-2017 è il ventiseiesimo organizzato in Italia. Rappresenta il quinto livello del calcio italiano.

## Girone A

### Squadre partecipanti
| Club               | Città (provincia)                 | Stadio                        | Stagione precedente                                         |
| ------------------ | --------------------------------- | ----------------------------- | ----------------------------------------------------------- |
| Atletico Piombino  | Piombino (LI)                     | Stadio Magona d'Italia        | 11º posto in Eccellenza Toscana/A                           |
| Camaiore           | Camaiore (LU)                     | Stadio Comunale               | 3º posto in Eccellenza Toscana/A                            |
| Castelfiorentino   | Castelfiorentino (FI)             | Stadio Comunale               | 7º posto in Eccellenza Toscana/A                            |
| Cecina             | Cecina (LI)                       | Stadio Loris Rossetti         | 2º posto in Promozione Toscana/C (promosso dopo i play-off) |
| Cenaia             | Cenaia di Crespina Lorenzana (PI) | Stadio Vittorio Pennati       | 10º posto in Eccellenza Toscana/A                           |
| Cuoiopelli         | Santa Croce sull'Arno (PI)        | Stadio Libero Masini          | 4º posto in Eccellenza Toscana/A                            |
| Gambassi           | Gambassi Terme (FI)               | Stadio Comunale               | 13º posto in Eccellenza Toscana/A                           |
| Larcianese         | Larciano (PT)                     | Stadio Idilio Cei             | 5º posto in Eccellenza Toscana/A                            |
| Marina La Portuale | Marina di Carrara (MS)            | Stadio dei Pini               | 8º posto in Eccellenza Toscana/A                            |
| Pietrasanta        | Pietrasanta (LU)                  | Stadio Comunale XIX Settembre | 2º posto in Eccellenza Toscana/A                            |
| Ponte Buggianese   | Ponte Buggianese (PT)             | Stadio Sandro Pertini         | 1º posto in Promozione Toscana/A                            |
| Roselle            | Roselle di Grosseto (GR)          | Campo Sportivo Via dei Laghi  | 1º posto in Promozione Toscana/C                            |
| Sangimignano       | San Gimignano (SI)                | Stadio Santa Lucia            | 12º posto in Eccellenza Toscana/A                           |
| San Marco Avenza   | Avenza di Carrara (MS)            | Centro Sportivo Nuova Covetta | 3º posto in Promozione Toscana/A (promosso dopo i play-off) |
| Seravezza          | Seravezza (LU)                    | Stadio Buon Riposo            | 6º posto in Eccellenza Toscana/A                            |
| Urbino Taccola     | Uliveto Terme di Vicopisano (PI)  | Stadio Giuliano Taccola       | 9º posto in Eccellenza Toscana/A                            |

### Classifica finale
|  | Pos. | Squadra            | Pt | G  | V  | N  | P  | GF | GS | DR  |
|  | ---- | ------------------ | -- | -- | -- | -- | -- | -- | -- | --- |
|  | 1.   | Seravezza          | 66 | 30 | 20 | 6  | 4  | 62 | 24 | +38 |
|  | 2.   | Roselle            | 62 | 30 | 18 | 8  | 4  | 56 | 20 | +36 |
|  | 3.   | Atletico Piombino  | 60 | 30 | 17 | 9  | 4  | 54 | 31 | +23 |
|  | 4.   | Sangimignano       | 48 | 30 | 14 | 6  | 10 | 34 | 33 | +1  |
|  | 5.   | Cenaia             | 45 | 30 | 13 | 6  | 11 | 49 | 44 | +5  |
|  | 6.   | San Marco Avenza   | 41 | 30 | 11 | 8  | 11 | 37 | 43 | -6  |
|  | 7.   | Cuoiopelli         | 40 | 30 | 10 | 10 | 10 | 42 | 33 | +9  |
|  | 8.   | Gambassi           | 39 | 30 | 10 | 9  | 11 | 43 | 48 | -5  |
|  | 9.   | Urbino Taccola     | 39 | 30 | 10 | 9  | 11 | 32 | 33 | -1  |
|  | 10.  | Castelfiorentino   | 37 | 30 | 9  | 10 | 11 | 37 | 36 | +1  |
|  | 11.  | Larcianese         | 37 | 30 | 8  | 13 | 9  | 37 | 28 | +9  |
|  | 12.  | Cecina             | 35 | 30 | 9  | 8  | 13 | 36 | 41 | -5  |
|  | 13.  | Pietrasanta        | 27 | 30 | 5  | 12 | 13 | 29 | 39 | -10 |
|  | 14.  | Marina La Portuale | 27 | 30 | 8  | 3  | 19 | 29 | 79 | -50 |
|  | 15.  | Ponte Buggianese   | 26 | 30 | 6  | 8  | 16 | 26 | 49 | -23 |
|  | 16.  | Camaiore           | 25 | 30 | 6  | 7  | 17 | 33 | 55 | -22 |

Legenda

      Promossa in Serie D 2017-2018.
      Ammessa ai play-off nazionali.
 Partecipa ai play-off o ai play-out.
      Retrocesse in Promozione 2017-2018.
Regolamento:
Tre punti a vittoria, uno a pareggio, zero a sconfitta.
In caso di arrivo di due squadre a pari punti, la promozione o retrocessione diretta verrà assegnata mediante spareggio in campo neutro, con eventuali tempi supplementari e calci di rigore.

### Spareggi

#### Play-off

##### Finale
|         | Risultati |                   | Luogo e data              |
| ------- | --------- | ----------------- | ------------------------- |
| Roselle | 2-0       | Atletico Piombino | Gavorrano, 14 maggio 2017 |
|         |           |                   |                           |

#### Play-out
|             | Risultati |                    | Luogo e data               |
| ----------- | --------- | ------------------ | -------------------------- |
| Pietrasanta | 0-1       | Marina La Portuale | Pietrasanta, 7 maggio 2017 |
| Cecina      | 0-2       | Ponte Buggianese   | Cecina, 7 maggio 2017      |
|             |           |                    |                            |

## Girone B

### Squadre partecipanti
| Club                 | Città (provincia)               | Stadio                     | Stagione precedente                                           |
| -------------------- | ------------------------------- | -------------------------- | ------------------------------------------------------------- |
| Baldaccio Bruni      | Anghiari (AR)                   | Stadio Saverio Zanchi      | 13º posto in Eccellenza Toscana/B                             |
| Bucinese             | Bucine (AR)                     | Stadio Comunale            | 3º posto in Eccellenza Toscana/B                              |
| Castiglionese        | Castiglion Fiorentino (AR)      | Stadio Emanuele Faralli    | 10º posto in Eccellenza Toscana/B                             |
| Fortis Juventus      | Borgo San Lorenzo (FI)          | Stadio Giacomo Romanelli   | 20º posto in Serie D/D                                        |
| Grassina             | Grassina di Bagno a Ripoli (FI) | Stadio Comunale Gino Bozzi | 7º posto in Eccellenza Toscana/B                              |
| Lastrigiana          | Lastra a Signa (FI)             | Stadio Comunale            | 2º posto in Promozione Toscana/A (promosso dopo i play-off)   |
| Montevarchi          | Montevarchi (AR)                | Stadio Gastone Brilli Peri | 2º posto in Eccellenza Toscana/B                              |
| Nuova Foiano         | Foiano della Chiana (AR)        | Stadio Dei Pini            | 5º posto in Eccellenza Toscana/B                              |
| Nuova Società Chiusi | Chiusi (SI)                     | Stadio Fabio Frullini      | 1º posto in Promozione Toscana/B                              |
| Porta Romana         | Firenze                         | Stadio delle Due Strade    | 8º posto in Eccellenza Toscana/B                              |
| Sansovino            | Monte San Savino (AR)           | Stadio Le Fonti            | 3º posto in Promozione Toscana/B (promosso dopo i play-off)   |
| Sestese              | Sesto Fiorentino (FI)           | Stadio Piero Torrini       | 12º posto in Eccellenza Toscana/B                             |
| Signa                | Signa (FI)                      | Stadio del Bisenzio        | 11º posto in Eccellenza Toscana/B                             |
| Sinalunghese         | Sinalunga (SI)                  | Stadio Carlo Angeletti     | 6º posto in Eccellenza Toscana/B                              |
| Valdarno             | Figline Valdarno (FI)           | Stadio Goffredo Del Buffa  | 9º posto in Eccellenza Toscana/B                              |
| Zenith Audax         | Prato                           | Stadio Bruno Chiavacci     | 5º posto in Promozione Toscana/A (promosso dopo i ripescaggi) |

### Classifica
|  | Pos. | Squadra              | Pt | G  | V  | N  | P  | GF | GS | DR  |
|  | ---- | -------------------- | -- | -- | -- | -- | -- | -- | -- | --- |
|  | 1.   | Montevarchi          | 64 | 30 | 18 | 10 | 2  | 60 | 25 | +35 |
|  | 2.   | Baldaccio Bruni      | 50 | 30 | 14 | 8  | 8  | 33 | 23 | +10 |
|  | 3.   | Zenith Audax         | 47 | 30 | 12 | 11 | 7  | 49 | 38 | +11 |
|  | 4.   | Grassina             | 45 | 30 | 12 | 9  | 9  | 34 | 32 | +2  |
|  | 5.   | Bucinese             | 44 | 30 | 10 | 14 | 6  | 39 | 32 | +7  |
|  | 6.   | Castiglionese        | 43 | 30 | 11 | 10 | 9  | 38 | 32 | +6  |
|  | 7.   | Sinalunghese         | 42 | 30 | 10 | 12 | 8  | 30 | 27 | +3  |
|  | 8.   | Fortis Juventus      | 42 | 30 | 10 | 12 | 8  | 31 | 30 | +1  |
|  | 9.   | Signa                | 39 | 30 | 11 | 6  | 13 | 30 | 32 | -2  |
|  | 10.  | Porta Romana         | 38 | 30 | 9  | 11 | 10 | 34 | 40 | -6  |
|  | 11.  | Lastrigiana          | 37 | 30 | 8  | 13 | 9  | 38 | 38 | 0   |
|  | 12.  | Valdarno (-1)        | 36 | 30 | 8  | 13 | 9  | 26 | 29 | -3  |
|  | 13.  | Nuova Società Chiusi | 36 | 30 | 10 | 6  | 14 | 38 | 43 | -5  |
|  | 14.  | Sestese              | 29 | 30 | 6  | 11 | 13 | 30 | 40 | -10 |
|  | 15.  | Sansovino            | 25 | 30 | 6  | 7  | 17 | 28 | 43 | -15 |
|  | 16.  | Nuova Foiano         | 21 | 30 | 4  | 9  | 17 | 23 | 57 | -34 |

Legenda

      Promossa in Serie D 2017-2018.
      Ammessa ai play-off nazionali.
 Partecipa ai play-off o ai play-out.
      Retrocesse in Promozione 2017-2018.
Regolamento:
Tre punti a vittoria, uno a pareggio, zero a sconfitta.
In caso di arrivo di due squadre a pari punti, la promozione o retrocessione diretta verrà assegnata mediante spareggio in campo neutro, con eventuali tempi supplementari e calci di rigore.
Note:
Il Valdarno ha scontato 1 punto di penalizzazione.

### Spareggi

#### Play-off

##### Tabellone
|  | Semifinali | Semifinali      | Semifinali |              |   | Finale          | Finale | Finale |  |
|  |            |                 |            |              |   |                 |        |        |  |
|  | 2          | Baldaccio Bruni | 2          |              |   |                 |        |        |  |
|  | 2          | Baldaccio Bruni | 2          |              |   |                 |        |        |  |
|  | 5          | Bucinese        | 1          |              |   |                 |        |        |  |
|  | 5          | Bucinese        | 1          |              | 2 | Baldaccio Bruni | 0      |        |  |
|  |            |                 |            |              | 2 | Baldaccio Bruni | 0      |        |  |
|  |            |                 | 3          | Zenith Audax | 4 |                 |        |        |  |
|  | 3          | Zenith Audax    | 3          | Zenith Audax | 4 | 2               |        |        |  |
|  | 3          | Zenith Audax    |            |              |   |                 |        |        |  |
|  | 4          | Grassina        | 1          |              |   |                 |        |        |  |

##### Semifinali
|                 | Risultati |          | Luogo e data            |
| --------------- | --------- | -------- | ----------------------- |
| Baldaccio Bruni | 2-1       | Bucinese | Anghiari, 7 maggio 2017 |
| Zenith Audax    | 2-1       | Grassina | Prato, 7 maggio 2017    |
|                 |           |          |                         |

##### Finale
|                 | Risultati |              | Luogo e data                |
| --------------- | --------- | ------------ | --------------------------- |
| Baldaccio Bruni | 0-4       | Zenith Audax | Montevarchi, 14 maggio 2017 |
|                 |           |              |                             |

#### Play-out
|                      | Risultati |         | Luogo e data          |
| -------------------- | --------- | ------- | --------------------- |
| Nuova Società Chiusi | 1-3 (dts) | Sestese | Chiusi, 7 maggio 2017 |
|                      |           |         |                       |